# Standaard FC Grimde
Standaard FC Grimde was een Belgische voetbalclub uit Grimde. De club was aangesloten bij de KBVB met stamnummer 2743. De club speelde in haar bestaan een seizoen in de nationale reeksen.

## Geschiedenis
In 1938 sloot Standaard FC Grimde zich aan bij de Belgische Voetbalbond. De club bleef er de volgende jaren in de provinciale reeksen spelen.
Standaard Grimde kon opklimmen in de provinciale reeksen en promoveerde in 1955 naar de nationale bevorderingsreeksen of Vierde Klasse. Men eindigde het debuutseizoen als 13de op 16 deelnemers, net boven de degradatieplaatsen. De club stopte echter en ging op in de grote buurclub Racing Tienen. Stamnummer 2743 werd in september 1956 definitief geschrapt.